# Ethobunus tuberculatus
Ethobunus tuberculatus is een hooiwagen uit de familie Zalmoxioidae.